# Ryō Michigami

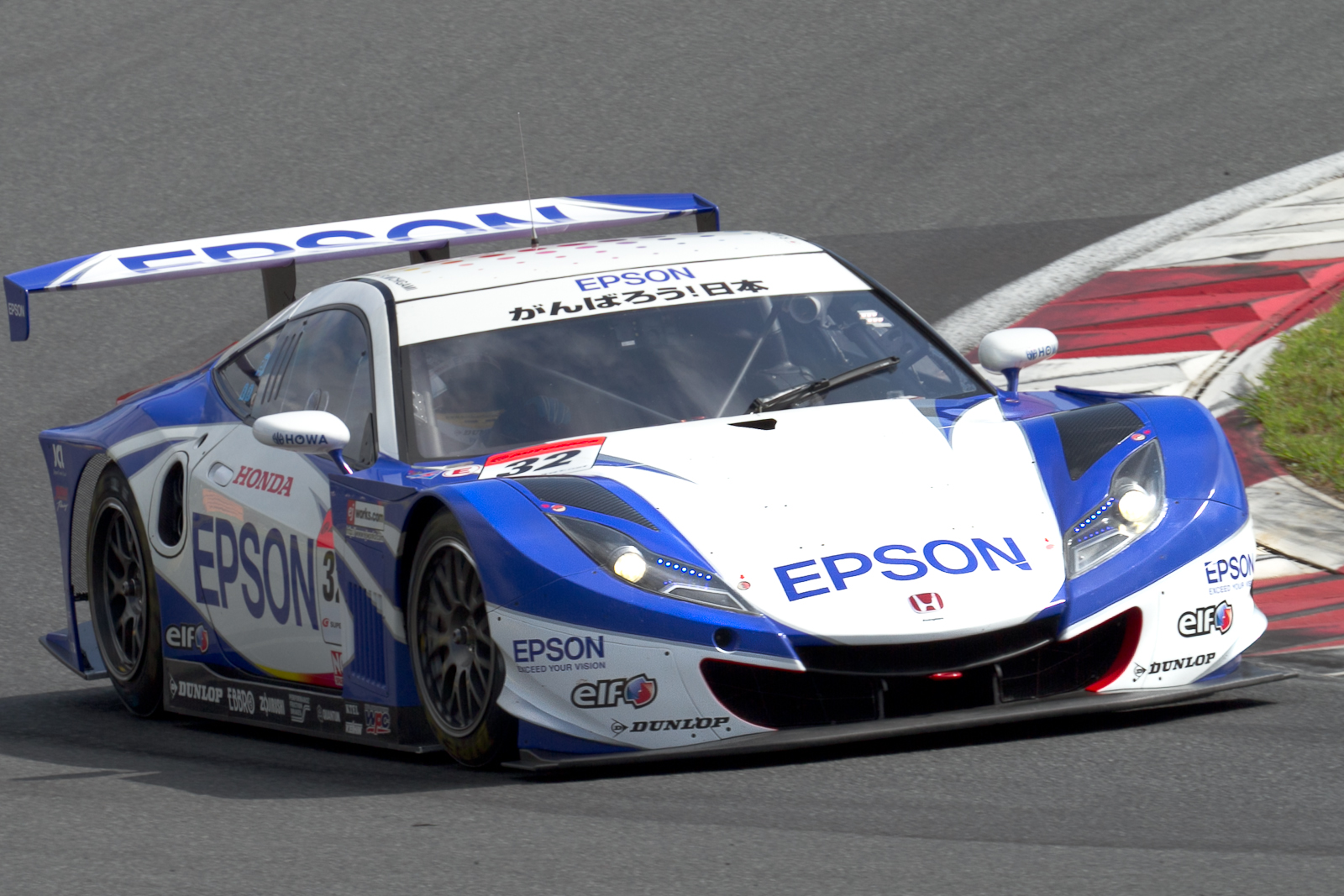
Ryō Michigami in einem Honda HSV-010 GT beim 250-km-GT-Rennen in Fuji 2011

Ryō Yorino Michigami (jap. 道上 龍, Michigami Ryō; * 1. März 1973 in der Präfektur Nara) ist ein ehemaliger japanischer Autorennfahrer.

## Karriere
Ryo Michigami kam über den Kartsport 1993 in die japanische Formel-3-Meisterschaft und bestritt in drei Jahren 20 Meisterschaftsläufe, von denen er einen gewann. 1997 stieg er in die Formel Nippon ein und fuhr parallel auf einem Honda Accord Läufe zur japanischen Tourenwagenmeisterschaft.
Nach drei schwierigen Jahren in der besten japanischen Monoposto-Serie wechselte Michigami 2000 zu den Sportwagen und sicherte sich im selben den Titel eines japanischen GT-Meisters. Beim 1000-km-Rennen von Suzuka pilotierte er einen Honda NSX, konnte sich im Rennen aber nicht platzieren. 2002 beendete er dieses Rennen als Gesamtzweiter.
Bis 2004 fuhr er sowohl regelmäßig in der Formel Nippon als auch in der Super-GT-Meisterschaft, wobei der Schwerpunkt bei den Sportwagen lag, wo er immer wieder Siege feiern konnte. 2006 wurde er Dritter der Super GT 500 und fährt auch 2009 in dieser Rennserie.
2004 und 2005 nahm er als Fahrer beim 24-Stunden-Rennen von Le Mans teil. 2004 fiel er – mit Hiroki Katō und Ryō Fukuda als Partner – früh aus. Gemeinsam mit seinen Landsmännern Seiji Ara und Katsutomo Kaneishi pilotierte er wieder einen 2005 Dome S101, musste aber wie im Vorjahr vorzeitig mit Getriebeschaden aufgeben.

## Statistik

### Le-Mans-Ergebnisse
| Jahr | Team                     | Fahrzeug     | Teamkollege | Teamkollege        | Platzierung | Ausfallgrund    |
| ---- | ------------------------ | ------------ | ----------- | ------------------ | ----------- | --------------- |
| 2004 | Kondō Racing             | Dome S101    | Ryō Fukuda  | Hiroki Katō        | Ausfall     | Defekt          |
| 2005 | Jim Gainer International | Dome S101-Hb | Seiji Ara   | Katsutomo Kaneishi | Ausfall     | Getriebeschaden |